# Al-Kufra
Okres Al Kufra (arabsky شعبية الكفرة‎) je největším okresem v Libyi s rozlohou 483 510 km2 a nejnižší hustotou zalidnění. Téměř celý okres pokrývá poušť Sahara. Hlavním městem je Al Džauf s 17 320 obyvateli. Město se nachází v oáze Al Kufra nedaleko ropné rafinérie. 250 km severozápadně od oázy se nachází oáza Tazirbar. Do roku 2007 byl součástí okresu i pruh pouště na jihu sousedního okresu Al Wáhát. Název Al Kufra (الكفرة) je odvozeno od arabského slova káfirun (كافر) což znamená nevěřící.

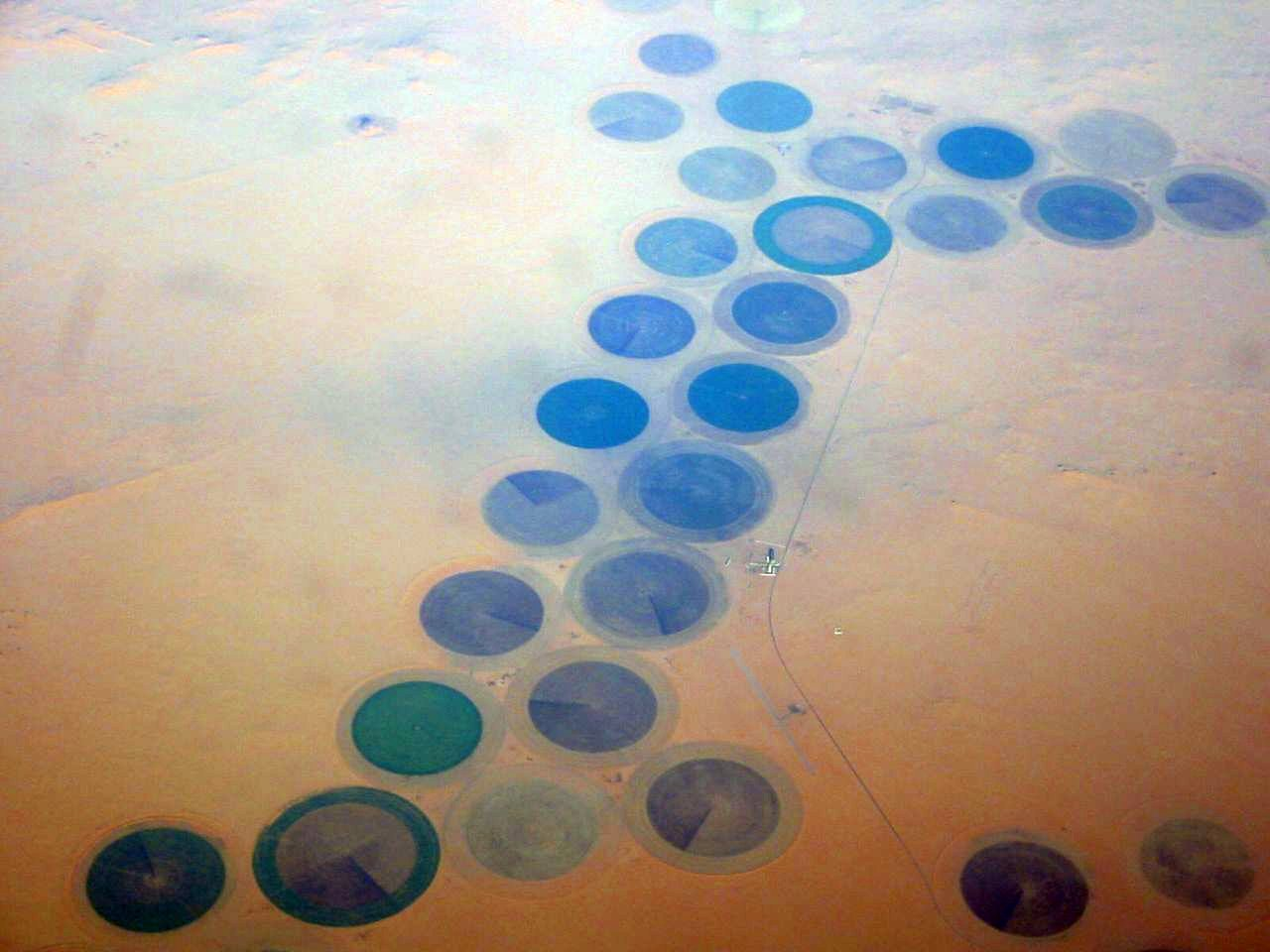
Projekt zavlažování některých míst al-Kufry z ptačí perspektivy